# Yukitaka Omi
Yukitaka Omi (Tòquio, Japó, 25 de desembre de 1952) és un futbolista japonès retirat que va disputar sis partits amb la selecció japonesa.